# Characella abbreviata
Characella abbreviata är en svampdjursart som beskrevs av Wilson 1925. Characella abbreviata ingår i släktet Characella och familjen Pachastrellidae.
Artens utbredningsområde är Filippinerna. Inga underarter finns listade i Catalogue of Life.